# 팔 조이
《팔 조이》(영어: Pal Joey)는 1957년 개봉한 미국의 뮤지컬 영화이다. 조지 시드니가 감독을 맡았으며, 동명 뮤지컬을 영화화한 작품이다.
아카데미상 4개 부문 후보작이며, 배우 프랭크 시나트라는 영화에서의 역할로 골든 글로브상 뮤지컬 코미디 영화 부문 남우주연상을 수상했다.

## 출연

### 주연
- 리타 헤이워드
- 프랭크 시나트라

### 조연

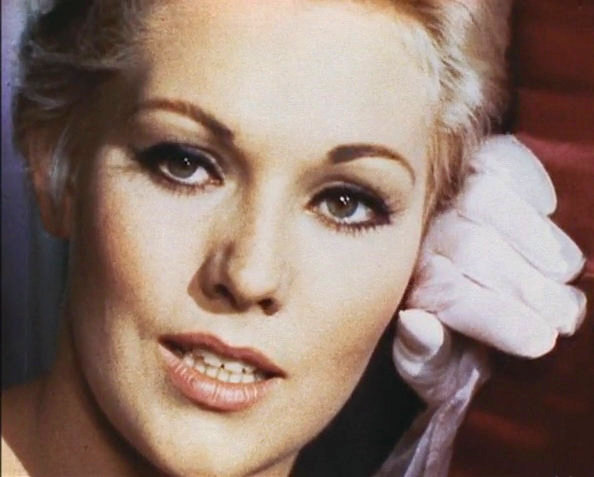
킴 노박

- 킴 노박
- 바바라 니콜스
- 바비 셔우드
- 행크 헨리
- 엘리자베스 패터슨
- 이사벨 아날라

## 기타
- 원작자: 로렌즈 하트
- 원작자: 존 오하라
- 원작자: 리차드 로저스
- 의상: 진 루이스